# Beckeln
Beckeln là một đô thị thuộc huyện Oldenburg bang Niedersachsen, Đức. Đô thị này có diện tích 33,42 km².